# Purperkeelcotinga
De purperkeelcotinga (Porphyrolaema porphyrolaema) is een zangvogel uit de familie Cotingidae (cotinga's).

## Verspreiding en leefgebied
Deze soort komt voor van zuidoostelijk Colombia tot zuidoostelijk Peru en amazonisch westelijk Brazilië.

## Status
De grootte van de populatie is niet gekwantificeerd maar de soort wordt omschreven als schaars en met een versnipperde verspreiding. Op de Rode lijst van de IUCN heeft deze soort de status niet bedreigd.